# 최태원 (기업인)
최태원(崔泰源, 1960년 12월 3일~)은 대한민국의 기업인으로 SK그룹 회장이다.
1960년 12월 3일 선경그룹 창업자 최종건의 동생인 최종현의 아들로 태어났다.  
신일고등학교, 고려대학교 이과대학 물리학과를 졸업하고 미국 시카고 대학교 대학원에서 경제학 석·박 통합 과정을 수료했다. 
선대 회장인 최종현이 1998년 타계하면서 38세에 SK그룹 회장이 되었다. 이후 SK하이닉스 인수 등으로 그룹을 지속 성장시켜 재계 순위 2위의 기업으로 키워냈다.
2013년 1월 31일 금융범죄(분식회계, 횡령, 배임, 괘씸죄 등)로 사익을 편취하여 징역 4년 실형(2012고합14 등)을 받고 2년 6개월간 복역했다.
2021년 3월 24일 제24대 대한상공회의소 회장으로 취임하며 재계를 대표하는 역할을 맡고 있다.
2022년 5월 4일 2030 부산엑스포 공동유치위원장을 맡았다.

## 학력
- ~ 1979년: 신일고등학교 졸업
- ~ 1983년: 고려대학교 물리학 학사
- ~ 1989년: 시카고 대학교 대학원 경제학 박사수료

## 경력
- 1992년: 선경 경영기획실 부장
- 1994년~1995년: ㈜선경 경영기획실 이사
- 1996년~1997년: SK㈜ 종합기획실장 부사장
- 1998년~2015년: SK㈜ 회장
- 2008년~2011년: UN Global Compact 이사
- 2015년~: 한국고등교육재단 이사장
- 2016년~: 대한핸드볼협회 회장
- 2016년~: SK주식회사 대표이사 회장
- 2018년~: 최종현 학술원 이사장
- 2019년~: 사회적가치연구원 이사장
- 2020년~: 아시아 올림픽 평의회 부회장
- 2021년~: BOAO 포럼 전략파트너위원회 위원장
- 2021년~: 대한상공회의소 회장
- 2022년~: SK 텔레콤 회장
- 2022년~2023년: 2030 부산세계박람회 유치위원회 공동위원장
- 2023년~: 서울 SK 나이츠 구단주

## 가족
| 관계     | 이름   | 출생일          | 사망일          | 직책                |
| -------- | ------ | --------------- | --------------- | ------------------- |
| 할아버지 | 최학배 | 1900년          | 1962년 10월 2일 |                     |
| 할머니   | 이동대 |                 |                 |                     |
| 아버지   | 최종현 | 1929년          | 1998년          | SK그룹 회장         |
| 어머니   | 박계희 | 1932년          | 1997년          | 워커힐미술관 관장   |
| 장녀     | 최윤정 | 1989년          |                 |                     |
| 차녀     | 최민정 | 1991년          |                 |                     |
| 장남     | 최인근 | 1995년          |                 |                     |
| 삼녀     | 최시아 | 2010년          |                 |                     |
| 남동생   | 최재원 | 1963년 5월 16일 |                 | SK그룹 수석부회장   |
| 여동생   | 최기원 | 1964년 7월 6일  |                 | 행복나눔재단 이사장 |

## 사건 및 논란

### 분식회계
SK글로벌의 채무를 줄여 1조 5,587억원의 이익을 부풀리는 등 분식회계, 그룹 지배권 확보 과정에서 워커힐호텔 주식과 SK 주식을 맞교환하여 959억 원의 부당이득, SK그룹과 JP모건 간 SK증권 주식 이면계약 과정에 개입하여 계열사에 1,112억 원의 손실을 끼친 혐의로 2003년 3월 구속기소되었다. 이후 2003년 6월 서울중앙지방법원은 최태원에게 특정경제범죄가중처벌등에관한법률위반(배임), 업무상배임, 주식회사의외부감사에관한법률위반, 증권거래법위반으로 징역 3년을 선고하였다. 2005년 서울고등법원이 보석을 허가하면서 보석 석방된 상태에서 재판을 진행하여 "죄가 모두 인정되나 국가경제에 이바지한 대표적 기업가이고 손해가 모두 보전된 데다 '지배구조 개선에 최선의 노력을 다했다'는 점에서 관용의 필요성이 있다"며 원심판결을 파기하고 징역 3년, 집행유예 5년을 선고하였다. 2008년 대법원은 상고를 기갈하고 원심판결을 확정하였다.

### 횡령
500억 원에 이르는 금액에 대한 횡령 혐의로 법정싸움 중이었는데, 2013년 1월 31일, 징역 4년으로 유죄 판결을 받고 법정구속 되었다. 그러나 성과급 과다지급과 비자금 조성에 대해서는 무죄를 선고 받았다.
2013년 7월 29일 항소심에서는 검찰은 봐주기 논란을 감안, 횡령죄의 주범으로 징역 6년을 구형했다. 그 뒤 2013년 9월 27일에는 징역 4년이 선고받았으나, 이에 상고하였다.
2014년 2월 27일 상고심 공판에서도 원심과 같이 징역 4년을 선고 받았다. 2015년 8월 14일 광복 70주년 특사로 사면 및 복권과 함께 출감하였고 잔형을 완전히 면제받았다.

### 이혼 소송
노소영 여사와 1988년 시카고 대학교 재학 중 결혼하였으나 현재 이혼 소송 중이다. 2015년 12월 세계일보에 보낸 편지에서 노소영 여사와 별거 중이며 동거인 및 사이에서 낳은 자식이 있음을 고백하였다. 이혼 의사를 밝혔지만 노소영 여사 측이 반대해 합의를 이루지 못하면서 2017년 7월 노소영 여사를 상대로 이혼 조정을 신청, 2018년부터 이혼 소송 절차에 돌입했다. 2019년 12월 노소영 여사 측이 이혼에 응하겠다며 맞소송을 냈다. 2022년 12월 가사2부(김현정 부장판사)는 최태원과 노소영이 서로를 상대로 낸 이혼 소송을 받아들이고 "원고(최태원)가 피고(노소영)에게 위자료 1억 원, 재산분할로 665억 원을 지급하라"고 판결했다.

### SKC 배임 가담 의혹
2012년 6~9월 에스케이씨주식회사는 SK텔레시스가 자본잠식으로 회생 불가능한 상태였음에도 199억원 규모로 유상증자에 참여했다. 당시 수감 중이었던 최태원은 SK텔레시스가 자본잠식 등으로 부실한 상태인 것을 알고서도, 최신원 회장과의 경영권 분쟁이나 여론 악화 등을 우려해 SKC의 유상증자를 사전 승인하였다. 그러나 검찰은 승인 이후 유상증자 상황을 보고 받고 최종 실행한 과정들을 정확히 인식했다고 볼만한 증거가 없다고 판단하였고, 2021년 서울중앙지방검찰청 반부패수사1부는 최태원을 혐의없음 처분했다.

### 최태원·SKT 비난 게시글 삭제 사건
인증된 직원들이 특정 이슈에 대하여 논의하기 위한 익명 인터넷 포럼인 블라인드에 삼성전자 직원이 올린 'SK는 회장 마누라 교체비용은 2조 넘게 쓰면서'라는 제목의 게시글이 인터넷 커뮤니티를 통해 퍼졌다. 그러나 원본 게시글과 이를 다른 인터넷 커뮤니티에 옮긴 글이 이후 삭제되었는데 특정인의 요청으로 인한 삭제는 작성자에게 통보하는 루리웹을 통해 삭제 요청이 최태원의 대리인에 의한 것이라는 사실이 밝혀졌다.

해당 블라인드 게시글이 2025년 4월 30일 국회 과학기술정보방송통신위원회 전체 회의에 김우영 의원에 의해 나온 모습

결국 이는 2025년 4월 30일 국회 과학기술정보방송통신위원회 전체 회의에서 김우영 의원에 의해 언급되었다.

## 수상 내역
- 2009년 매경이코노미 선정 올해의 CEO[14]
- 2012년 매경이코노미 선정 올해의 CEO
- 2017년 밴 플리트상
- 2019년 한국경영학회 선정 경영자 대상[15]

## 작품 활동

### 저술 활동
- 2014년 《새로운 모색, 사회적 기업》

### 방송 출연
- 2021년 《대한민국 아이디어리그》
- 2022년 《식자회담 - 국가발전 프로젝트》